# Drukwaterreactor

Schematisch aanzicht van een hogedrukreactor. Legenda: 1. Reactorvat 2. splijtstofelementen 3. regelstaven 4. aandrijving van de regelstaven 5. drukregelvat 6. stoomgenerator 7. toevoer van koud water 8. hogedrukturbine 9. lagedrukturbines 10. generator 11. bekrachtiger 12. condensor 13. koelwater 14. voorverwarmer 15. koudwaterpomp 16. koelwaterpomp 17. pomp van de primaire kring 18. aansluiting op het elektriciteitsnet 19. stoom 20. betonnen wand

Een drukwaterreactor of hogedrukreactor (Engels: pressurized water reactor, PWR) is een type kernreactor van de tweede generatie dat water onder hoge druk (155 bar) gebruikt als koeling en als moderator. De reactor is ontworpen door het Bettis Atomic Power Laboratory als aandrijving voor onderzeeboten.
De naam, drukwaterreactor of hogedrukreactor, komt voort uit de noodzaak om in de primaire koelring de hoge druk te handhaven om te voorkomen dat het water gaat koken.
Dit type kernreactor is geschikt voor een kerncentrale om kernenergie te produceren uit kernbrandstof.

## Lijst van PWR-reactoren

### België
- 1962 BR3 in SCK•CEN te Mol; de eerste PWR in shutdown en afbraak.

| Nucleaire reactor | Stad (Provincie)       | Systeem | Vermogen in MWe | Bestelling | Constructie | Oplevering | Afbraak |
| ----------------- | ---------------------- | ------- | --------------- | ---------- | ----------- | ---------- | ------- |
| Doel 1            | Doel (Oost-Vlaanderen) | PWR     | 460             |            | 1969        | 1974       |         |
| Doel 2            | Doel (Oost-Vlaanderen) | PWR     | 460             |            | 1971        | 1975       |         |
| Tihange 1         | Tihange (Luik)         | PWR     | 1009            |            |             | 1975       |         |
| Doel 3            | Doel (Oost-Vlaanderen) | PWR     | 1006            |            | 1975        | 1982       |         |
| Tihange 2         | Tihange (Luik)         | PWR     | 1055            |            |             | 1982       |         |
| Doel 4            | Doel (Oost-Vlaanderen) | PWR     | 1095            |            | 1978        | 1985       |         |
| Tihange 3         | Tihange (Luik)         | PWR     | 1065            |            |             | 1986       |         |

### Nederland
- Borssele, in 1973 aan het hoogspanningsnet gekoppeld.

### Engeland
- Sizewell B, Suffolk.

### Finland
- Loviisa 1 & 2, Finland.

### Frankrijk
- Frankrijk beschikt over tientallen reactoren en deze zijn bijna allemaal van het type PWR

### Verenigde Staten
- Onder andere de Kerncentrale Three Mile Island werkte met 2 drukwaterreactoren

Een hogedrukreactor is het meest voorkomende type, wereldwijd zijn hiervan meer dan 230 reactoren in bedrijf.

## Werking
In de reactor zitten splijtstofstiften in splijtstofelementen. De reactor zelf is een dikwandige stalen kuip waarin water van onder naar boven stroomt. Dit water, dat het water is van de primaire kring, neemt de warmte op die door de splijtstofelementen wordt geproduceerd. Het water krijgt op die manier een temperatuur van 315 °C maar gaat niet koken omdat een drukregelvat het op een druk houdt van 155 bar (vandaar de naam hogedrukreactor). Het drukregelvat is gevuld met datzelfde water maar staat boven in het reactorgebouw. Het water moet in vloeibare aggregatietoestand blijven om de vorming van dampbellen rond de splijtstofelementen te voorkomen. Deze dampbellen zouden de warmteoverdracht tussen de elementen en het primair water negatief beïnvloeden en beïnvloeden daarnaast de werking van het water als moderator.
Om de druk constant te houden op 155 bar is er een speciaal regelmechanisme. In het onderste deel van het drukregelvat zitten elektrische verwarmingselementen die het water laten koken en dus stoom van 155 bar vormen. Dit stoomkussen oefent een druk van 155 bar uit op het water van de primaire kring. Als de druk te hoog wordt, kan hij verlaagd worden door middel van een sproeisysteem dat een deel van dit stoomkussen condenseert.

### Secundaire kring
Het water uit de primaire kring wordt nu naar de stoomgenerator gebracht. Daar komt het via dunne buisjes in de warmtewisselaar indirect in contact met het water van de secundaire kring en geeft het zijn warmte aan dat water af. Onder normale omstandigheden is er geen enkel contact tussen het water van de primaire en de secundaire kring. Om de installatie te beschermen is meetapparatuur aangebracht in de secundaire kring die bij een bepaalde afwijking in kwaliteit van water ervoor zorgt dat de groep uitgeschakeld wordt.
Omdat het water uit de secundaire kring op een druk van 60 bar staat (dus een lagere druk dan in de primaire kring), gaat dit wel koken. De stoom die uit de stoomgenerator komt wordt nu naar de hogedrukturbine gevoerd en expandeert hierbij van 60 bar tot ongeveer 10 bar. De temperatuur neemt evenredig af. Door de expansie van de stoom wordt thermische energie omgezet in mechanische energie. De stoom drijft dus de turbine aan, die op haar beurt de alternator aandrijft. Voordat de stoom van de hogedrukturbine naar de lagedrukturbine gaat, wordt deze opnieuw verhit met stoom uit de stoomgenerator om de waterdruppels eruit te verwijderen en om extra energie aan de stoom toe te voegen. Aan de uitgang van de lagedrukturbine wordt uiteindelijk een druk bereikt van 0,05 bar of minder.

### Tertiaire kring
Voordat de stoom terug naar de stoomgenerator gaat, wordt deze eerst nog eens afgekoeld door een condensor met water uit de tertiaire kring. De bedoeling hiervan is om het rendement te verhogen (het rendement wordt groter als er een zo groot mogelijk verschil is tussen de begin- en eindtemperatuur/druk). Het koelwater uit de tertiaire kring is meestal afgekoeld in een koeltoren. Onderaan de koeltoren wordt het afgekoelde koelwater opgevangen. Slechts een kleine hoeveelheid wordt geloosd in de rivier. Dit wordt gedaan om concentratieverhogingen van vaste deeltjes in het koelwater te verhinderen.

## Veiligheid
Een PWR-reactor biedt een aantal intrinsieke of interne veiligheden.
- Ten eerste is de moderator (nodig om de snelle neutronen af te remmen om zo een splijting van U-235 kernen te verkrijgen) water. Dit is, in tegenstelling tot grafiet die in RBMK-reactoren wordt gebruikt, niet ontvlambaar.
- Mocht de reactor oververhit geraken, dan zal het water uit de primaire kring uitzetten. Door de lagere dichtheid versnellen meer neutronen en wordt het splijtingsproces afgeremd waardoor de kettingreactie niet uit de hand loopt en de warmteproductie weer afneemt.
- Er is het dopplereffect. Dit vindt plaats als de reactor een te hoog vermogen zou leveren. Dan gaan de kernen in de splijtstofelementen meer trillen waardoor de kans groter wordt dat de neutronen worden opgenomen door het niet-splijtbare U-238 in plaats van door U-235 wat wel splijtbaar is. Ook dit remt het splijtingsproces en vermindert daarmee het geproduceerde vermogen. Hierdoor escaleert de reactie niet verder.

Bij al deze veiligheden moet wel worden aangetekend dat zij alleen de kettingreactie in de hand houden en brand voorkomen. Ook na volledige uitschakeling van de reactor blijft deze, door verval van radioactieve splijtingsproducten, nog gedurende lange tijd nawarmte leveren, tot ca. 10% van het oorspronkelijke thermische vermogen. Hierdoor blijft bij veel reactormodellen actieve nakoeling vereist gedurende lange tijd na het uitschakelen. Uitvallen van de nakoelsystemen kan alsnog leiden tot grote problemen met smeltende brandstofelementen (meltdown).
Het kernongeval van Three Mile Island gebeurde met een drukwaterreactor.